# Czarne Stopy (film)
Czarne Stopy – polski film przygodowy dla dzieci zrealizowany w 1986, wyreżyserowany przez Waldemara Podgórskiego. Filmowa adaptacja powieści Seweryny Szmaglewskiej pod tym samym tytułem.

## Obsada
- Marcin Kowalczyk – Marek
- Sasza Depczyński – „Błyskawica”
- Bartosz Hajncz – Felek
- Sebastian Iwanow – Maciek
- Mikołaj Janic – Zenek
- Sławomir Krajewski – Franek
- Janusz Pawlak – Józek
- Wojciech Malajkat – Andrzej Wróbel
- Cezary Pazura – „Puma”
- Piotr Siejka – oboźny
- Stanisław Niwiński – „Leśne Oko”
- Ryszard Kotys – opiekun Marka
- Paweł Siedlik – kucharz
- Helena Kowalczykowa – babcia Franka
- Juliusz Lubicz-Lisowski – chłop

## Opis fabuły
Akcja filmu toczy się w trakcie obozu zorganizowanego przez drużynę harcerską w Górach Świętokrzyskich, niedaleko miejscowości Mąchocice. Głównymi bohaterami są chłopcy należący do najmłodszego zastępu „Czarne Stopy”.

## Wokół filmu
Rolę filmowej drużyny harcerzy zagrała autentyczna 28 Łódzkiej Drużyny Harcerzy im. Antoniego Olbromskiego z Hufca ZHP Łódź-Polesie, a zdjęcia do filmu realizowane były w trakcie długiego letniego obozu nad rzeką Szum w okolicach wsi Rebizanty. Mundury harcerskie, które nosili aktorzy były również najczęściej pożyczone od harcerzy z 28 ŁDH. W filmie wystąpili m.in. późniejsi Naczelnicy Harcerzy ZHR: Adam Komorowski - ówczesny drużynowy 28 ŁDH i Radosław Podogrocki. Rolę druha „Pumy” zagrał debiutujący w filmie 24-letni Cezary Pazura.